# Deutscher Ethikrat
Der Deutsche Ethikrat (nachfolgend auch Rat genannt; Vorläufer war von Juni 2001 bis Februar 2008 der Nationale Ethikrat) ist ein unabhängiger Sachverständigenrat, der „die ethischen, gesellschaftlichen, naturwissenschaftlichen, medizinischen und rechtlichen Fragen sowie die voraussichtlichen Folgen für Individuum und Gesellschaft verfolgt, die sich im Zusammenhang mit der Forschung und den Entwicklungen insbesondere auf dem Gebiet der Lebenswissenschaften und ihrer Anwendung auf den Menschen ergeben“.
Das am 1. August 2007 in Kraft getretene Ethikratgesetz (EthRG) bildet die Grundlage für seine Tätigkeit. Die konstituierende Sitzung fand am 11. April 2008 im Reichstagsgebäude in Berlin statt. 26 Mitglieder werden hälftig von Bundesregierung und Bundestag vorgeschlagen und vom Bundestagspräsidenten für vier Jahre berufen. „Eine Wiederberufung ist einmal möglich.“ Durch dieses Verfahren „sollen unterschiedliche ethische Ansätze und ein plurales Meinungsspektrum vertreten sein“. Die Ratsmitglieder „dürfen weder einer gesetzgebenden Körperschaft des Bundes oder eines Landes noch der Bundesregierung oder einer Landesregierung angehören.“
Am 16. November 2024 wählte der Rat den deutschen Rechtswissenschaftler sowie Hochschullehrer Helmut Frister zum Vorsitzenden.

## Aufgaben
Der Deutsche Ethikrat erfüllt eine Doppelfunktion als Dialogforum und Beratungsgremium. In seiner Funktion als ethisches Dialogforum soll er gemäß seiner rechtlichen Grundlage wissenschaftliche Spezialdiskurse zusammenführen (zentralisieren) und die gesellschaftliche Diskussion insbesondere durch öffentliche Veranstaltungen fördern. In seiner Funktion als bioethisches Beratungsgremium hat der Rat die Aufgabe, Stellungnahmen und Empfehlungen für politisches oder gesetzgeberisches Handeln entweder auf eigenen Entschluss oder im Auftrag von Bundesregierung und Deutschem Bundestag zu erarbeiten sowie die Zusammenarbeit mit anderen Ethikgremien auf nationaler und internationaler Ebene zu gewährleisten.
Der Rat erstattet dem Deutschen Bundestag und der Bundesregierung einmal jährlich Bericht über seine Aktivitäten und den Stand der gesellschaftlichen Debatte.
Parallel zur Einrichtung des Ethikrates beschloss der Bundestag die Einsetzung eines eigenen Ethikbeirates als parlamentarisches Begleitgremium, das die Debatten des Rates im Bundestag unterstützen sollte. Nachdem die Wiedereinsetzung dieses Gremiums in der laufenden Legislaturperiode abgelehnt worden war, führt der Rat seit März 2010 so genannte Parlamentarische Abende zum intensiven Austausch mit den Abgeordneten über ethische Fragen durch.

## Arbeitsweise
Das Gremium tagt in der Regel einmal monatlich, die Sitzungen sind grundsätzlich öffentlich. Ergänzend zu diesen Plenarsitzungen wird die inhaltliche Arbeit im Vorfeld der Veröffentlichung von Stellungnahmen überwiegend in Arbeitsgruppen geleistet, die auf Beschluss des Plenums themenspezifisch gebildet werden und sich in unregelmäßigen Abständen zu Arbeitstreffen zusammenfinden. Die Arbeit des Rates wird von einer Geschäftsstelle mit Sitz in Berlin unterstützt, die an der Berlin-Brandenburgischen Akademie der Wissenschaften angesiedelt ist. Die Kosten des Rates und seiner Geschäftsstelle trägt der Bund. Für seine Arbeit waren im Jahr 2018 im Haushalt des Deutschen Bundestages 1,895 Millionen Euro eingestellt.
Einmal jährlich findet eine öffentliche Jahrestagung des Deutschen Ethikrates in Berlin statt. Gemeinsam mit externen Sachverständigen berät und diskutiert er in einer ganztägigen Veranstaltung über Themen wie
- Der steuerbare Mensch? Über Einblicke und Eingriffe in unser Gehirn (2009)
- Migration und Gesundheit. Kulturelle Vielfalt als Herausforderung für die medizinische Versorgung (2010)
- Die Ernährung der Weltbevölkerung – eine ethische Herausforderung (2011)
- Pflege – Roboter – Ethik. Ethische Herausforderungen der Technisierung der Pflege (2019)
- Wohl bekomms! Dimensionen der Ernährungsverantwortung (2021)
- Hohe Preise – Gute Besserung? Wege zur gerechten Preisbildung bei teuren Arzneimitteln (2022)
- One Health: Gesundheit für alle(s)? (2023)
- und anderes.[12]

Daneben veranstaltet der Rat mehrmals jährlich und mit wechselnden thematischen Schwerpunkten ein Forum zur Bioethik in Berlin. Diese Abendveranstaltungen, die für gewöhnlich durch Gastvorträge eingeleitet werden, sind ebenso wie die Jahrestagungen darauf ausgerichtet, konkrete biopolitische Themen öffentlich zu diskutieren. Weitere Veranstaltungsformate sind: jährlich stattfindende Tagungen im Herbst, die an wechselnden Orten organisiert werden, 2023 zum Beispiel in Erfurt zum Thema „Lost in ‚Metaverse‘? Zur Verschränkung realer und digitaler Welten“; Anhörungen mit Experten, zumeist im Rahmen der Vorbereitung von Stellungnahmen; reine Online-Veranstaltungen, im Dezember 2023 zum Beispiel zum Thema „KI im Klassenzimmer – Ethische Fragen zu ChatGPT und Co.“.

## Geschichte / Gründung als Nationaler Ethikrat Deutschlands
Der Rat wurde am 2. Mai 2001 durch Beschluss der damaligen rot-grünen Bundesregierung unter Bundeskanzler Gerhard Schröder eingesetzt. Der Rat trat am 8. Juni 2001 zu seiner konstituierenden Sitzung in Berlin zusammen. Seine bis zu 25 Mitglieder aus verschiedenen Wissenschaftsbereichen wurden vom Bundeskanzler für die Dauer von vier Jahren, mit der Möglichkeit einmaliger Wiederberufung, berufen. Laut Einrichtungserlass schloss die Mitgliedschaft im Nationalen Ethikrat eine aktive politische Tätigkeit aus. Zudem konnte gemäß § 1 Abs. 2 der Geschäftsordnung ein Mitglied im Einzelfall von Beratung und Beschlussfassung ausgeschlossen werden, insofern ein konkreter Interessenkonflikt vorlag.
In den Jahren 2001 bis 2007 veröffentlichte der Nationale Ethikrat zwölf Stellungnahmen, sieben Tagungsdokumentationen und vier Jahresberichte sowie zahlreiche weitere Dokumente zu bioethischen Fragestellungen.
Der Nationale Ethikrat tagte letztmals im September 2007 und wurde durch einen Beschluss des Bundeskabinetts vom 13. Februar 2008 aufgelöst.

## Besetzung
Laut dem Ethikratgesetz gilt folgendes:
„(1) Der Deutsche Ethikrat besteht aus 26 Mitgliedern, die naturwissenschaftliche, medizinische, theologische, philosophische, ethische, soziale, ökonomische und rechtliche Belange in besonderer Weise repräsentieren. Zu seinen Mitgliedern gehören Wissenschaftler aus den genannten Wissenschaftsgebieten; darüber hinaus gehören ihm anerkannte Personen an, die in besonderer Weise mit ethischen Fragen der Lebenswissenschaften vertraut sind.
(2) Im Deutschen Ethikrat sollen unterschiedliche ethische Ansätze und ein plurales Meinungsspektrum vertreten sein.
(3) Die Mitglieder des Deutschen Ethikrats dürfen weder einer gesetzgebenden Körperschaft des Bundes oder eines Landes noch der Bundesregierung oder einer Landesregierung angehören.“

### Mitglieder 2008
Am 15. Februar 2008 ernannte der Bundestagspräsident erstmals auf der Grundlage der Vorschläge der Bundesregierung und des Bundestages die 26 Mitglieder des Rates für die Zeit bis 2012:
- Hermann Barth, evangelischer Theologe, Präsident des Kirchenamts der Evangelischen Kirche in Deutschland (EKD)
- Axel W. Bauer, Professor für Geschichte, Theorie und Ethik der Medizin
- Alfons Bora, Soziologe und Professor für Technikforschung
- Wolf-Michael Catenhusen, ehemaliger Forschungsstaatssekretär
- Stefanie Dimmeler, Biologin und Professorin für Molekulare Kardiologie
- Frank Emmrich, Immunologe
- Volker Gerhardt, Professor für Philosophie
- Hildegund Holzheid, ehemalige Präsidentin des Bayerischen Verfassungsgerichtshofs
- Christoph Kähler, Landesbischof der Evangelisch-Lutherischen Kirche in Thüringen und stellvertretender EKD-Ratsvorsitzender
- Regine Kollek, Biotechnologie-Expertin
- Anton Losinger, Weihbischof im Bistum Augsburg
- Weyma Lübbe, Philosophin
- Eckhard Nagel, Mediziner und Professor für Medizinmanagement und Gesundheitswissenschaften
- Peter Radtke, Autor und Schauspieler
- Jens Reich, Molekularbiologe
- Ulrike Riedel, Juristin
- Edzard Schmidt-Jortzig, ehemaliger Bundesminister der Justiz
- Jürgen Schmude, ehemaliger Bundesminister für Bildung und Wissenschaft, der Justiz sowie des Innern und ehemaliger Präses der Synode der EKD
- Eberhard Schockenhoff, katholischer Theologe, stellvertretender Vorsitzender des Rates
- Bettina Schöne-Seifert, Professorin für Ethik in der Medizin
- Spiros Simitis, Jurist
- Jochen Taupitz, Professor für Rechtswissenschaft
- Erwin Teufel, ehemaliger Ministerpräsident von Baden-Württemberg
- Kristiane Weber-Hassemer, Juristin und ehemalige Staatssekretärin
- Christiane Woopen, Professorin für Ethik und Theorie der Medizin
- Michael Wunder, Psychologe und Psychotherapeut

Am 30. Juni 2010 wurden Heike Walles, Lehrstuhlinhaberin für Tissue Engineering und Regenerative Medizin an der Universität Würzburg, und Wolfgang Huber, evangelischer Theologe sowie ehemaliger Bischof von Berlin-Brandenburg und von 2003 bis 2009 EKD-Ratsvorsitzender, anstelle der im März 2010 auf eigenen Wunsch ausgeschiedenen Mitglieder Hermann Barth und Bettina Schöne-Seifert in den Rat berufen.
In ihrer konstituierenden Sitzung wählten die Mitglieder des Rates am 11. April 2008 Edzard Schmidt-Jortzig zu ihrem Vorsitzenden sowie Christiane Woopen und Eberhard Schockenhoff zu stellvertretenden Vorsitzenden.

### Mitglieder 2012
Zum 11. April 2012 hat Bundestagspräsident Norbert Lammert folgende Mitglieder des Ethikrates ein zweites Mal beziehungsweise erstmals berufen:
- Katrin Amunts, Neuromedizinerin
- Constanze Angerer, ehemalige Präsidentin des Landgerichts München I
- Wolf-Michael Catenhusen, ehemaliger Forschungsstaatssekretär (wiederberufen)
- Peter Dabrock, evangelischer Theologe
- Frank Emmrich, Immunologe (wiederberufen)
- Christiane Fischer, Allgemeinmedizinerin, Geschäftsführerin MEZIS
- Thomas Heinemann, Philosoph und Professor für Medizinethik
- Wolfram Höfling, Staatsrechtler
- Wolfgang Huber, evangelischer Theologe (wiederberufen), seit November 2014 gefolgt von Martin Hein, evangelischer Theologe, Bischof der Evangelischen Kirche von Kurhessen-Waldeck
- İlhan Ilkılıç, Humanmediziner und Philosoph
- Leo Latasch, Mediziner, Leiter Rettungsdienst Frankfurt, Mitglied im Zentralrat der Juden in Deutschland
- Anton Losinger, Weihbischof im Bistum Augsburg (wiederberufen)
- Reinhard Merkel, Strafrechtler und Rechtsphilosoph
- Herbert Mertin, Staatsminister der Justiz Rheinland-Pfalz a. D.
- Eckhard Nagel, Mediziner und Professor für Medizinmanagement und Gesundheitswissenschaften (wiederberufen)
- Peter Radtke, Autor und Schauspieler (wiederberufen)
- Ulrike Riedel, Juristin (wiederberufen)
- Edzard Schmidt-Jortzig, ehemaliger Bundesminister der Justiz (wiederberufen)
- Eberhard Schockenhoff, katholischer Theologe und Priester (wiederberufen)
- Elisabeth Steinhagen-Thiessen, Medizinerin, Leiterin der Forschungsgruppe Geriatrie der Charité in Berlin
- Jochen Taupitz, Professor für Rechtswissenschaft (wiederberufen)
- Silja Vöneky, Völkerrechtlerin
- Heike Walles, Biologin (wiederberufen), seit Februar 2013 gefolgt von Carl Friedrich Gethmann, Professor für Philosophie und bis 2012 Direktor der Europäischen Akademie zur Erforschung von Folgen wissenschaftlich-technischer Entwicklungen in Bad Neuenahr-Ahrweiler
- Claudia Wiesemann, Ärztin und Medizinethikerin
- Christiane Woopen, Professorin für Ethik und Theorie der Medizin (wiederberufen)
- Michael Wunder, Psychologe und Psychotherapeut (wiederberufen)

Auf der konstituierenden Sitzung des neu zusammengesetzten Ethikrates wurde Christiane Woopen am 26. April 2012 zur Vorsitzenden, Wolf-Michael Catenhusen, Peter Dabrock und Jochen Taupitz zu Stellvertretenden Vorsitzenden gewählt.

### Mitglieder 2016
Zum 11. April 2016 hat Bundestagspräsident Lammert folgende Mitglieder des Ethikrates erstmals beziehungsweise ein zweites Mal berufen:
- Katrin Amunts, Neuromedizinerin (wiederberufen)
- Constanze Angerer, ehemalige Präsidentin des Landgerichts München I (wiederberufen)
- Steffen Augsberg, Rechtswissenschaftler
- Franz-Josef Bormann, katholischer Moraltheologe
- Alena Buyx, Medizinethikerin
- Dagmar Coester-Waltjen, Rechtswissenschaftlerin
- Peter Dabrock, evangelischer Theologe (wiederberufen)
- Christiane Fischer, Allgemeinmedizinerin, Geschäftsführerin MEZIS (wiederberufen)
- Sigrid Graumann, Humangenetikerin und Medizinethikerin
- Wolfram Henn, Humangenetiker und Medizinethiker
- Wolfram Höfling, Staatsrechtler (wiederberufen)
- İlhan Ilkılıç, Humanmediziner und Philosoph (wiederberufen)
- Ursula Klingmüller, Systembiologin am Deutschen Krebsforschungszentrum
- Stephan Kruip, Physiker, Vorsitzender von Mukoviszidose e. V.
- Andreas Kruse, Psychologe und Gerontologe
- Adelheid Kuhlmey, Direktorin Institut für Medizinische Soziologie und Rehabilitationswissenschaft der Charité
- Leo Latasch, Mediziner, Leiter Rettungsdienst Frankfurt, Mitglied im Zentralrat der Juden in Deutschland (wiederberufen)
- Volker Lipp, Rechtswissenschaftler
- Andreas Lob-Hüdepohl, katholischer Theologe
- Reinhard Merkel, Strafrechtler und Rechtsphilosoph (wiederberufen)
- Gabriele Meyer, Gesundheits- und Pflegewissenschaftlerin (am 30. Juni 2018 auf eigenen Wunsch aus dem Ethikrat ausgeschieden)
- Elisabeth Steinhagen-Thiessen, Medizinerin, Leiterin der Forschungsgruppe Geriatrie der Charité in Berlin (wiederberufen)
- Petra Thorn, Sozial- und Familientherapeutin
- Claudia Wiesemann, Ärztin und Medizinethikerin (wiederberufen)

Folgende Mitglieder, deren Berufungsperiode im April 2016 noch nicht abgelaufen war, gehörten dem Rat im Jahr 2016 ebenfalls an:
- Carl Friedrich Gethmann, Philosoph (Mitglied seit 14. Februar 2013)
- Martin Hein, evangelischer Theologe, Bischof der Evangelischen Kirche Kurhessen-Waldeck (Mit Ablauf seiner Berufungsperiode am 13. November 2018 aus dem Ethikrat ausgeschieden); Elisabeth Gräb-Schmidt wurde als Nachfolgerin von Bischof Martin Hein mit Wirkung zum 14. November 2018 in den Rat berufen.

Auf der konstituierenden Sitzung des neu zusammengesetzten Ethikrates wurde Peter Dabrock am 28. April 2016 zum Vorsitzenden, Katrin Amunts, Andreas Kruse und Claudia Wiesemann zu stellvertretenden Vorsitzenden gewählt. Nachdem Andreas Kruse Ende April 2018 seinen Rücktritt aus dem Vorstand erklärt hatte, wurde das Ratsmitglied Volker Lipp in der Plenarsitzung am 17. Mai 2018 zum stellvertretenden Vorsitzenden gewählt.
Carl Friedrich Gethmann wurde im Februar 2017 für eine zweite Amtsperiode (bis zum 13. Februar 2021) wiederberufen.
Judith Simon wurde mit Wirkung zum 1. Juli 2018 als Nachfolgerin von Gabriele Meyer in den Ethikrat berufen.

### Mitglieder 2020
Bundestagspräsident Wolfgang Schäuble hat zum 30. April 2020 21 Mitglieder in den Ethikrat berufen. Er wurde neu zusammengesetzt, nachdem ein Teil der Ratsmitglieder am 10. April 2020 turnusmäßig aus dem Gremium ausgeschieden war, darunter auch der bisherige Vorsitzende Peter Dabrock. Drei Mitglieder eingerechnet, die zwischen 2016 und 2018 außerhalb des regulären Turnus berufen worden waren, gehören dem Rat damit seit dem 30. April 2020 24 Mitglieder an.
- Steffen Augsberg
- Regionalbischöfin Petra Bahr
- Franz-Josef Bormann
- Alena Buyx, (wiederberufen)
- Hans-Ulrich Demuth
- Helmut Frister
- Carl Friedrich Gethmann, Philosoph (bis 13. Februar 2021)
- Elisabeth Gräb-Schmidt
- Sigrid Graumann, (wiederberufen)
- Armin Grunwald, (seit 14. Februar 2021)
- Wolfram Henn, (wiederberufen)
- Ursula Klingmüller, (wiederberufen)
- Stephan Kruip, (wiederberufen)
- Andreas Kruse, (bis 31. März 2022) (wiederberufen)
- Volker Lipp, (wiederberufen)
- Andreas Lob-Hüdepohl, (wiederberufen)
- Julian Nida-Rümelin, Staatsminister a. D.
- Annette Riedel, Pflegewissenschaftlerin
- Stephan Rixen
- Frauke Rostalski
- Kerstin Schlögl-Flierl
- Susanne Schreiber
- Josef Schuster, Präsident des Zentralrats der Juden in Deutschland
- Mark Schweda, (seit 10. Juni 2022)[24]
- Judith Simon, (Wiederberufung zum 1. Juli 2022)
- Muna Tatari

Im Rahmen der konstituierenden Sitzung des neu zusammengesetzten Ethikrates am 28. Mai 2020 wurde Alena Buyx zur Vorsitzenden, Volker Lipp, Julian Nida-Rümelin und Susanne Schreiber zu stellvertretenden Vorsitzenden gewählt.

### Mitglieder 2024
Die üblicherweise im April stattfindende Berufung der Mitglieder des Ethikrates verzögerte sich im Jahr 2024 und erfolgte erst im Oktober 2024. Zwar hatte der Bundestag Anfang Juni 11 Mitglieder vorgeschlagen, es standen aber noch die 10 Vorschläge der Bundesregierung aus, bevor die Bundestagspräsidentin Bärbel Bas alle Mitglieder ernennen konnte. Einzig die vier während der laufenden Periode 2020 bis 2024 berufenen Mitglieder Elisabeth Gräb-Schmidt, Armin Grunwald, Mark Schweda und Judith Simon waren bis dahin weiterhin im Amt. Nachdem auch in der Kabinettssitzung vom 29. September 2024 wieder kein Beschluss zur Benennung der Mitglieder für den Deutschen Ethikrat gefasst wurde, gaben die vier verbliebenen Mitglieder eine Pressemitteilung heraus, in der sie die Bundesregierung zum Handeln aufforderten.
Nachdem Mitte Oktober 2024 die Bundesregierung mit halbjähriger Verspätung ihre Kandidaten benannt hatte, wurden alle Mitglieder durch die Bundestagspräsidentin Bärbel Bas mit Wirkung zum 10. Oktober für die neue Amtsperiode berufen.
Da der von der AfD vorgeschlagene und wegen der Ausstellung unrechtmäßiger Atteste zur Befreiung von der Maskenpflicht zu einer Bewährungsstrafe verurteilte Gynäkologe Ronald Weikl vom Bundestag abgelehnt wurde, gehören dem Ethikrat statt 26 Mitgliedern nur 25 an:
- Helmut Frister, (wiederberufen), Vorsitzender
- Jutta Allmendinger
- Petra Bahr, (wiederberufen)
- Cornelia Betsch
- Hans-Georg Dederer
- Uta Eser
- Aldo Faisal
- Nils Goldschmidt
- Elisabeth Gräb-Schmidt (wiederberufen November 2018)
- Armin Grunwald, (vom 14. Februar 2021 bis zum 13. Februar 2024)
- Winfried Hardinghaus
- Ute Kalender
- Hedy Kerek-Bodden
- Armin Nassehi
- Annette Riedel, (wiederberufen)
- Frauke Rostalski, (wiederberufen)
- Jochen Sautermeister (seit dem 1. März 2025)[31]
- Kerstin Schlögl-Flierl, (wiederberufen)
- Susanne Schreiber, (wiederberufen), stellvertretende Vorsitzende
- Josef Schuster, (wiederberufen)
- Mark Schweda, (seit 10. Juni 2022)
- Judith Simon, (wiederberufen zum 1. Juli 2022), stellvertretende Vorsitzende
- Muna Tatari, (wiederberufen / ausgeschieden zum 5. März 2025)
- Gregor Thüsing
- Achim Wambach
- Eva Winkler, stellvertretende Vorsitzende

## Themen und Stellungnahmen
Die thematischen Schwerpunktsetzungen des Ethikrates erfolgen i. d. R. in der letzten Sitzung eines Jahres, in der er einen Arbeitsplan für die kommenden Monate erstellt. Die Behandlung der einzelnen Themen – im Plenum, in eigens benannten Arbeitsgruppen sowie in speziellen Veranstaltungen – geschieht kontinuierlich und nimmt bis zur Veröffentlichung einer umfassenden Stellungnahme meist Jahre in Anspruch. Auch danach begleitet der Rat die entsprechenden politischen und gesellschaftlichen Debatten und untersucht die Aufnahme seiner Empfehlungen in der Öffentlichkeit.
So widmet sich der Ethikrat seit 2008 den ethischen Problemfeldern der anonymen Kindesabgabe (siehe auch Babyklappe), Biobanken, Chimären- und Hybridforschung sowie der Mittelverteilung im Gesundheitswesen. Für 2011 setzte er zudem die Themen Demenz, Synthetische Biologie, Mensch-Tier-Mischwesen und Reproduktionsmedizin sowie die Frage einer Äußerungspflicht zur Organspende auf die Agenda.
Ein Forum Bioethik widmete sich am 22. September 2011 in einer Abendveranstaltung der ethischen Problematik der Arzneimittelforschung mit Kindern und am 22. März 2012 der Diskussion um den Hirntod als Todeszeitpunkt des Menschen. Am 24. April 2013 wurde im Rahmen der Reihe Forum Bioethik über die Problematik des Demografischen Wandels diskutiert, mit Bundeskanzlerin Angela Merkel als Podiumsteilnehmerin. In der Veranstaltungsreihe Forum Bioethik widmete sich der Ethikrat seit 2014 folgenden Themen: Patientenorientierte Datennutzung (2023), Wissens-Wert? Zum verantwortlichen Umgang mit nichtinvasiven Pränataltests (NIPT) (2022), Triage – Priorisierung intensivmedizinischer Ressourcen unter Pandemiebedingungen (2021), Wer zuerst? Verteilung von Impfstoffen gegen SARS-CoV-2 (2020), Trans-Identität bei Kindern und Jugendlichen: Therapeutische Kontroversen – Ethische Fragen (2020), Pro + Contra: Widerspruchsregelung bei der Organspende (2018), Gar nicht so selten. Herausforderungen im Umgang mit seltenen Erkrankungen (2018), Eizellspende im Ausland – Konsequenzen im Inland (2017), Antibiotikaresistenz. Ethische Herausforderungen für Patienten und Ärzte (2016), Alte Probleme – Neue Krankheiten. Überflüssige Medikalisierung oder notwendige Therapie? (2015), Menschen mit Behinderung – Herausforderungen für das Krankenhaus (2014).
Aus aktuellem Anlass widmete sich der Rat am 23. August 2012 in einer öffentlichen Plenarsitzung der Frage der Beschneidung aus religiösen Gründen.
Im Rahmen von Stellungnahmen hat sich der Ethikrat des Weiteren mit folgenden Themen beschäftigt: Patientenwohl als ethischer Maßstab für das Krankenhaus (Stellungnahme erschienen 2016), Big Data und Gesundheit (Stellungnahme erschienen 2017), Hilfe durch Zwang? Professionelle Sorgebeziehungen im Spannungsfeld von Wohl und Selbstbestimmung (Stellungnahme erschienen 2018), Eingriffe in die menschliche Keimbahn (Stellungnahme erschienen 2019), Impfen als Pflicht? (Stellungnahme erschienen 2019), Robotik und Pflege (Stellungnahme erschienen 2020), Tierwohlachtung in der Nutztierhaltung (Stellungnahme erschienen 2020), Immunitätsbescheinigungen in der Covid-19-Pandemie (Stellungnahme erschienen 2020), Vulnerabilität und Resilienz in der Krise – Ethische Kriterien für Entscheidungen in einer Pandemie (Stellungnahme erschienen 2022), Suizid – Verantwortung, Prävention und Freiverantwortlichkeit (Stellungnahme erschienen 2022), Mensch und Maschine – Herausforderungen durch Künstliche Intelligenz (Stellungnahme erschienen 2023).
Im Juni 2021 fand die Jahrestagung des Rates zu dem Thema „Dimensionen der Ernährungsverantwortung“ statt (die Tagung war zunächst für 2020 geplant, musste jedoch aufgrund der COVID-19-Pandemie um ein Jahr verschoben werden).
„Stellungnahmen des Ethikrates werden veröffentlicht. Vertreten Mitglieder bei der Abfassung einer Stellungnahme eine abweichende Auffassung, so können sie diese in der Stellungnahme zum Ausdruck bringen.“
Weitere Themen hat der Ethikrat in Form von Ad-hoc-Empfehlungen bearbeitet (siehe unten).

### Anonyme Kindesabgabe
In seiner ersten öffentlichen Sitzung am 26. Juni 2008 befasste sich der Ethikrat mit den rechtlichen und ethischen Problemen der seit 1999 eingerichteten so genannten Babyklappen und anonymen Geburten; nach einer Anhörung mit externen Sachverständigen am 23. Oktober 2008 widmete sich auch die erste Stellungnahme vom 26. November 2009 diesem Thema. Aufgrund der vielfältigen rechtlichen und persönlichen Probleme, die mit anonymen Kindesabgaben verbunden sind, sowie angesichts der nicht nachgewiesenen lebensschützenden Wirkung dieser Möglichkeiten empfiehlt der Rat hierin, diese Einrichtungen aufzugeben und stattdessen (anonymisierte) Hilfe und Vorsorge erheblich zu intensivieren sowie die gesetzliche Grundlage für eine vorübergehend vertrauliche Kindesabgabe zu schaffen.
Nachdem diese Empfehlungen auf dem ersten Parlamentarischen Abend mit Abgeordneten des Deutschen Bundestages diskutiert worden waren, untersuchte der Rat ein gutes Jahr nach der Veröffentlichung seiner Stellungnahme in einer öffentlichen Veranstaltung die Aufnahme und Wirkung seiner Empfehlung in Politik und Öffentlichkeit und veröffentlichte eine an der FU Berlin angefertigte Studie dazu.

### Humanbiobanken
Anknüpfend an eine Stellungnahme seines Vorgängergremiums („Nationaler Ethikrat“) aus dem Jahre 2004, in der vor allem die Notwendigkeit der Einwilligung der Spender betont worden war, sowie an den Schlussbericht der Enquêtekommission des Deutschen Bundestages Recht und Ethik der modernen Medizin, veröffentlichte der Rat am 15. Juni 2010 eine Stellungnahme über Humanbiobanken für die Forschung, in der er den Gesetzgeber mahnte, rechtliche Regelungen zur Wahrung des Biobankgeheimnisses sowie zur Sicherung dieser Prinzipien im internationalen Forschungsaustausch vorzunehmen, um Missbrauch und Weitergabe personenbezogener Daten auszuschließen. In weiterführender Beobachtung dieser Problematik veranstaltete der Rat am 7. April 2011 ein Expertengespräch zum möglichen Regelungsbedarf für die Forschung mit Humanbiobanken.

### Nutzen und Kosten im Gesundheitswesen
Nachdem Fragen der Allokation im Gesundheitswesen bereits in den beiden einschlägigen Enquêtekommissionen des Deutschen Bundestages an zentraler Stelle diskutiert, jedoch aus Zeitmangel nicht abschließend behandelt werden konnten, griff der Ethikrat dieses Thema schon zu Beginn seiner Tätigkeit auf, indem Ratsmitglied Weyma Lübbe auf der Plenarsitzung am 25. September 2008 in einem Impulsreferat in die Problematik einführte. In seiner im Januar 2011 veröffentlichten Stellungnahme mit dem Titel Zu Kosten und Nutzen im Gesundheitswesen regte der Rat eine gesellschaftliche und vor allem politische Debatte über Fragen der Rationierung in der medizinischen Versorgung an. Angesichts des zu erwartenden medizinischen Fortschritts bei gleichzeitigem Anstieg der allgemeinen Lebenserwartung werfe die unvermeidbare Kostensteigerung im Gesundheitswesen immer dringendere Fragen der Verteilungsgerechtigkeit knapper Ressourcen auf. Der Ethikrat sieht hier insbesondere die demokratisch legitimierten Entscheidungsträger in der Verantwortung und mahnt eine offene politische Debatte an.
Insbesondere kritisiert der Ethikrat unzureichende gesetzliche Vorgaben hinsichtlich der Kosten-Nutzen-Bewertung, wie sie das IQWiG im Auftrag des Gemeinsamen Bundesausschusses vornimmt, und fordert eine Klarstellung von § 35b SGB V durch den Gesetzgeber, sowohl was den Ausschluss des Prinzips einer patientengruppenübergreifenden Nutzenmaximierung als auch die Kosteneffektivitätsberechnung nach dem so genannten Effizienzgrenzenkonzept betrifft.

### Präimplantationsdiagnostik
Am 22. Juli 2010 eröffnete der Ethikrat anhand der beiden Impulsreferate von Jochen Taupitz zum Embryonenschutzgesetz und von Regine Kollek zu neuen reproduktionsmedizinischen Entwicklungen vor allem im Bereich der Präimplantationsdiagnostik (PID) seine Beratungen zur Fortpflanzungsmedizin und bildete eine Arbeitsgruppe unter der Leitung von Wolf-Michael Catenhusen. Am 16. Dezember 2010 informierte sich der Rat in einer öffentlichen Anhörung internationaler Experten zu den rechtlichen Regelungen und dem praktischen Umgang mit der Präimplantationsdiagnostik in europäischen Nachbarstaaten.
Angesichts der zur Beratung im Deutschen Bundestag anstehenden unterschiedlichen Gesetzentwürfe zu dieser Problematik stellte sich der Rat in seiner am 8. März 2011 veröffentlichten Stellungnahme zur Präimplantationsdiagnostik (PID) ähnlich gespalten vor: 13 Mitglieder votierten für eine streng begrenzte Zulassung der PID, 11 für ein striktes Verbot, ein Ratsmitglied plädierte in einem Sondervotum dafür, die PID zur Feststellung der Lebensfähigkeit der Embryonen grundsätzlich zu erlauben und einen Indikationenkatalog dafür festzulegen. Ein Mitglied des Rates, die Philosophieprofessorin Lübbe, enthielt sich der Stimme.
Wie Catenhusen bei der Präsentation der Stellungnahme in der Bundespressekonferenz betonte, konnte im Deutschen Ethikrat insbesondere der verfassungsrechtliche Status des Embryos in vitro „nicht streitfrei“ bestimmt werden: Während die Gegner einer PID aufgrund der Zugehörigkeit zur Spezies Mensch, der Kontinuität der Entwicklung, der moralischen Identität sowie der Potenzialität den menschlichen Embryo vom Zeitpunkt der Kernverschmelzung an als vollumfänglich schutzwürdig im Sinne des Grundgesetzes betrachten, sehen die Befürworter einer eingeschränkten PID als entscheidendes Kriterium nicht die artspezifische Zugehörigkeit, sondern erst das entstehende individuelle Leben an, wobei sie mehrere Zäsuren in der vorgeburtlichen Entwicklung annehmen. Zudem gehen die Befürworter einer begrenzten Präimplantationsdiagnostik davon aus, dass der Gesetzgeber im Falle eines Verbotes in Wertungswiderspruch insbesondere zu § 218ff StGB (Schwangerschaftsabbruch) gerate.
Bei der Vorstellung der Stellungnahme sowie bei der Diskussion mit den Bundestagsabgeordneten anlässlich des zweiten Parlamentarischen Abends am 23. März 2011 fassten Woopen für das befürwortende Votum und Huber für das ablehnende Votum die jeweiligen Argumente zusammen.

### Demenz und Selbstbestimmung
Unter der Leitung des Ratsmitglieds Michael Wunder richtete der Ethikrat im Februar 2010 eine Arbeitsgruppe ein, die sich der Vorbereitung einer Stellungnahme zum Thema Demenz und Selbstbestimmung widmen sollte. Nachdem Wunder auf der öffentlichen Sitzung des Rates am 24. Juni 2010 bereits ein einführendes Referat zu diesem Fragenkomplex gehalten und mit den Mitgliedern des Rates diskutiert hatte, fand am 24. November 2010 in Hamburg eine öffentliche Tagung unter Beteiligung externer Referenten zu diesem Thema statt, deren Ergebnisse in die Stellungnahme des Ethikrates eingearbeitet werden sollten. Unter den Fachleuten dieser Tagung befanden sich unter anderem der Direktor des Instituts für Gerontologie an der Universität Heidelberg, Andreas Kruse und die Gerontologin und frühere Bundesfamilienministerin Ursula Lehr, außerdem waren mit Helga Rohra und Christian Zimmermann auch zwei von Demenz betroffene Menschen unter den Referenten. Bei der nichtöffentlichen Sitzung des Ethikrates am 25. August 2011 wurde die entsprechende Stellungnahme beraten und am 24. April 2012 veröffentlicht.

### Intersexualität
Nachdem der Deutsche Ethikrat in seiner Veranstaltungsreihe Forum Bioethik bereits am 23. Juni 2010 eine öffentliche Tagung zur Problematik der Zwischengeschlechtlichkeit durchgeführt hatte, erfolgte zum Ende des Jahres erstmals ein Auftrag vonseiten der Bundesregierung an den Deutschen Ethikrat, einen Bericht zur Situation intersexueller Menschen in Deutschland zu verfassen.
Zur Vorbereitung dieser Stellungnahme veranstaltete der Rat vom 2. Mai bis zum 7. August 2011 ein öffentliches Online-Diskursverfahren, an dem sich über 700 Betroffene, Wissenschaftler und Praktiker beteiligt haben und das mit über 34.000 Seitenaufrufen großes Interesse fand. In diesen Diskurs flossen auch die Ergebnisse einer öffentlichen Anhörung ein, die der Ethikrat am 8. Juni 2011 mit Betroffenen ebenso wie Fachleuten verschiedener Fachrichtung zum Thema veranstaltete. Auf der nichtöffentlichen Plenarsitzung des Ethikrates am 27. Oktober 2011 wurde die in Vorbereitung befindliche Stellungnahme dazu beraten. Neben der eigentlichen Stellungnahme veröffentlichte der Deutsche Ethikrat die Dokumentation Intersexualität im Diskurs sowie den von Alfons Bora verfassten Bericht über die Online-Befragung Zur Situation intersexueller Menschen.

### Mensch-Tier-Mischwesen in der Forschung
Am 27. September 2011 veröffentlichte der Ethikrat eine Stellungnahme mit dem Titel Mensch-Tier-Mischwesen in der Forschung, worin er das im Embryonenschutzgesetz festgelegte Verbot bestärkte, menschliche Embryonen auf ein Tier zu übertragen oder Interspezies-Chimären oder -Hybride unter Verwendung menschlicher Embryonen herzustellen. Der Ethikrat plädiert dafür, auch das umgekehrte Verfahren der Einbringung tierischen Materials in den Menschen zu untersagen und ebenso die Übertragung von Mensch-Tier-Hybriden zu verbieten. Ein Teil des Ethikrates votierte zusätzlich dafür, in das Embryonenschutzgesetz ein Verbot aufzunehmen, zytoplasmatische Hybride (Zybride) herzustellen; wohingegen das Ratsmitglied Kollek die Herstellung von Zybriden für ethisch vertretbar hält, da es sich dabei allem Anschein nach nicht um entwicklungsfähige menschliche Embryonen handele.

### Genetische Diagnostik
Am 30. April 2013 veröffentlichte der Ethikrat seine Stellungnahme mit dem Titel „Die Zukunft der genetischen Diagnostik – von der Forschung in die klinische Anwendung“ inklusive zweier Sondervoten zu den in der Stellungnahme behandelten Empfehlungen zur Pränataldiagnostik.

### Biosicherheit – Freiheit und Verantwortung in der Wissenschaft
In der Stellungnahme „Biosicherheit – Freiheit und Verantwortung in der Wissenschaft“ vom 7. Mai 2014, erörterte der Rat, ob die in Deutschland geltenden rechtlichen Regelungen ausreichen, um das Missbrauchspotenzial von biosicherheitsrelevanter Forschung zu minimieren. Er spricht sich darin für die Erstellung eines bundesweit gültigen Forschungskodexes, die Schärfung des Bewusstseins für Missbrauchsgefahren in der Wissenschaftsgemeinde, sowie die Einrichtung einer neuen Kommission, die Forscher beraten und Projekte mit Blick auf die Dual-use-Problematik prüfen soll, aus. Außerdem forderte er die Wissenschaftsgemeinde und die Bundesregierung auf, sich international für die Entwicklung vergleichbarer Standards einzusetzen.

### Inzestverbot
In der Stellungnahme vom 24. September 2014 forderte die Mehrheit des Ethikrates eine Aufhebung des Inzestverbotes. Demnach soll einvernehmlicher Geschlechtsverkehr zwischen erwachsenen Geschwistern nicht mehr unter Strafe gestellt werden. Neun Mitglieder des Rates hielten in einem Minderheitenvotum an der Strafbarkeit von Inzest fest. Auslöser für die Entschließung waren Urteile des Bundesverfassungsgerichts und des Europäischen Gerichtshofs für Menschenrechte, welche das Inzestverbot in Deutschland bestätigt hatten.

### Hirntod und Entscheidung zur Organspende
In der am 24. Februar 2015 veröffentlichten Stellungnahme mit dem Titel „Hirntod und Entscheidung zur Organspende“, sieht der Ethikrat Handlungsbedarf in der Transparenz, Information und Kommunikation zum Thema Organspende, sowie in der gesetzlichen Regelung organprotektiver Maßnahmen vor Feststellung des Hirntods. In einem abweichenden Votum sprach sich eine Minderheit des Rates gegen eine solche gesetzliche Regelung aus.

### Embryospende, Embryoadoption und elterliche Verantwortung
Am 22. März 2016 veröffentlichte der Ethikrat eine Stellungnahme mit dem Titel „Embryospende, Embryoadoption und elterliche Verantwortung“. Unter besonderer Berücksichtigung des Kindeswohls als normativer Maßgabe, empfiehlt er eine gesetzliche Regelung zur Abgabe und Übernahme der Elternrechte und -pflichten bei der Spende von überzähligen Embryonen. Eine Dokumentation in einer zentralen Stelle soll das Recht des Kindes, Auskunft über seine Abstammung zu erhalten, gewährleisten.

### Patientenwohl als ethischer Maßstab für das Krankenhaus
In einer am 5. April 2016 veröffentlichten Stellungnahme fordert der Rat das Patientenwohl als normativen Maßstab bei der Ausgestaltung der Krankenhausversorgung. Unter diesem Gesichtspunkt werden unter anderem eine bessere Kommunikation und Pflegesituation im Krankenhaus, sowie, besonders auch im Hinblick auf Patientengruppen mit besonderen Bedarfen, Weiterentwicklungen des DRG-Systems empfohlen.

### Big Data und Gesundheit – Datensouveränität als informationelle Freiheitsgestaltung
Am 30. November 2017 veröffentlichte der Ethikrat die Stellungnahme „Big Data und Gesundheit – Datensouveränität als informationelle Freiheitsgestaltung“. Er gibt konkrete Handlungsempfehlungen, um Vertrauen und Verantwortung zu fördern, sowie die Potentiale von Big Data im Gesundheitsbereich unter Wahrung von Gerechtigkeit, Solidarität, individueller Freiheit und Privatheit zu erschließen. Datensouveränität wird als „verantwortliche, informationelle Freiheitsgestaltung“ definiert, die der Rat durch die Schaffung rechtlicher, außerrechtlicher und technischer Rahmenbedingungen zu wahren fordert.

### Hilfe durch Zwang? Professionelle Sorgebeziehungen im Spannungsfeld von Wohl und Selbstbestimmung
Am 1. November 2018 veröffentlichte der Ethikrat die Stellungnahme „Hilfe durch Zwang? Professionelle Sorgebeziehungen im Spannungsfeld von Wohl und Selbstbestimmung“. Mit Wohltätigkeit und Fürsorge begründete Zwangsmaßnahmen sind in vielen Feldern des Sozial- und Gesundheitswesens verbreitet. Dabei handelt es sich etwa um freiheitsentziehende Maßnahmen, wie die Unterbringung in Kliniken und anderen stationären Einrichtungen gegen den Willen der betroffenen Person oder das Anbringen von Bettgittern oder Fixierungsgurten, um medizinische Behandlungen oder Pflegemaßnahmen gegen den Willen eines Patienten oder um sogenannte intensivpädagogische Maßnahmen in der Kinder- und Jugendhilfe. Die Stellungnahme soll erstens die Öffentlichkeit für das schwierige Problemfeld der professionellen Hilfe durch Zwang im Spannungsfeld zwischen Wohl und Selbstbestimmung sensibilisieren, zweitens Politik, Gesetzgeber und Praxis auf Regelungs- und Umsetzungsdefizite hinweisen und mit Empfehlungen zu ihrer Behebung beitragen sowie drittens die Gesundheits- und Sozialberufe bei der Neuorientierung ihres Selbstverständnisses und ihrer Praxis als professionell Sorgende unterstützen.

### Impfen als Pflicht?
Der Rat veröffentlichte am 27. Juni 2019 eine Stellungnahme zur Impfpflicht, in der man sich gegen eine gesetzliche Impfpflicht aussprach. Der Rat lobte die Vorzüge von Impfungen und verwies auf eine „moralische“ Impfpflicht, juristisch verpflichtende Impfungen lehne man jedoch ab. Der Ethikrat sah besonders die mit einer solchen Verpflichtung möglicherweise verbundenen Zwangsmaßnahmen als problematisch an, sie könnten zu Traumatisierungen von Kindern und Vertrauensverlust bei Eltern führen. Mit Mehrheit sprach sich der Rat jedoch dafür aus, dass gegen ungeimpfte Mitarbeiter im Gesundheits-, Sozial- und Bildungswesen Tätigkeitsverbote verhängt werden können. Weiter sollen Landesärztekammern Sanktionen gegen Ärzte verhängen können, die öffentlich Falschinformationen über Impfungen verbreiten.

### Eingriffe in die menschliche Keimbahn
Der Deutsche Ethikrat verfolgt und gestaltet den Diskurs über Keimbahneingriffe am Menschen bereits seit Längerem. Er hat am 29. September 2017 in seiner einstimmig verabschiedeten Ad-hoc-Empfehlung „Keimbahneingriffe am menschlichen Embryo“ einige der zahlreichen noch offenen Fragen und möglichen Konsequenzen systematischer Genomveränderungen beim Menschen benannt und im Dezember 2017 mit der Erarbeitung einer Stellungnahme zum Thema begonnen, welche am 9. Mai 2019 erschienen ist. In der Stellungnahme kommen die Ratsmitglieder zu sieben einstimmigen Empfehlungen, darunter die Forderung nach einem Anwendungsmoratorium, aber auch die Übereinkunft, dass die menschliche Keimbahn nicht kategorisch unantastbar sei. Zu vielen Fragen gibt es jedoch unterschiedliche Positionen und Argumente. In seiner Stellungnahme beleuchtet der Deutsche Ethikrat diese ausführlich und visualisiert die möglichen Entscheidungspfade und ihre Konsequenzen in einem Entscheidungsbaum.
Am 3. März 2020 erschien zum Thema eine gemeinsame Erklärung der Ethikräte Deutschlands, Frankreichs und Großbritanniens. Die drei Ethikräte rufen darin Regierungen und Interessenvertreter in der ganzen Welt dazu auf, bei jeglicher künftigen Diskussion von Keimbahneingriffen und bei der Entwicklung globaler Regulierungsansätze ethische Überlegungen in den Mittelpunkt zu stellen.

### Robotik und Pflege
Ziel der am 10. März 2020 veröffentlichten Stellungnahme ist es, unter Berücksichtigung aktueller Robotertechnologien und deren Nutzungsmöglichkeiten, den komplexen normativen Fragen in der Entwicklung und Anwendung von robotischen Systemen in der Pflege nachzugehen. Im Fokus stehen die Chancen der verstärkten Nutzung von Robotik in der Pflege, die sich aus Sicht der Menschen mit Pflegebedarf, den (pflegenden) An- und Zugehörigen sowie den Pflegefachpersonen ergeben. Gerade in Hinblick auf die verschiedenen Robotertechnologien, von Assistenz- und Überwachungsrobotern bis hin zu Begleitrobotern (companion robots), zeigen sich sehr unterschiedliche Bewertungsperspektiven, die der tieferen Analyse bedürfen.

### „Vernünftiger“ Umgang mit Tieren
Der Ethikrat hat aktuelle Debatten zum Anlass genommen, den Umgang mit sogenannten Nutztieren rechtlich und ethisch kritisch zu beleuchten. Eine Arbeitsgruppe hat dabei sowohl Differenzen und Diskrepanzen beim Umgang mit und der Beziehung zu verschiedenen Tieren in den Blick genommen als auch die offenkundigen Spannungen zwischen tierschutzrechtlichen Vorgaben und bestimmten Aspekten der landwirtschaftlichen Praxis. Im Juni 2020 rügte der Ethikrat die Bundesregierung und forderte Reformen, um Mindeststandards im Umgang mit Nutztieren zu erreichen. In seiner Stellungnahme „Tierwohlachtung – Zum verantwortlichen Umgang mit Nutztieren“ (veröffentlicht am 16. Juni 2020) arbeitet der Deutsche Ethikrat konsensfähige Grundvorgaben tierethischer Überlegungen heraus und entwickelt darauf aufbauend Eckpunkte für eine ethisch verantwortliche Nutztierhaltung. Im Mittelpunkt steht dabei die Überlegung, dass jedenfalls höher entwickelte Tiere einen „Eigenwert“ haben, der zu ihrer besonderen Schutzwürdigkeit und einer besonderen Verantwortung des Menschen führt. Dieser Eigenwert setzt menschlichen Nutzungsinteressen Grenzen, die jedoch in der derzeitigen Praxis regelhaft überschritten werden. In der Stellungnahme fordert der Ethikrat eine deutlich stärkere Orientierung am Tierwohl und einen achtsameren Umgang mit dem tierlichen Leben, um künftig Mindeststandards eines unter ethischen Gesichtspunkten akzeptablen Umgangs mit Nutztieren zu erreichen.

### Immunitätsbescheinigungen in der Covid-19-Pandemie
Die Covid-19-Pandemie hat kontroverse Diskussionen über die Einführung staatlich kontrollierter Immunitätsbescheinigungen ausgelöst. Eine solche Bescheinigung könnte für Personen, die nachweislich immun gegen den Krankheitserreger sind, mit anlass- und bereichsspezifischen oder sogar pauschalen Rücknahmen infektionsschutzbasierter Einschränkungen verbunden sein, aber auch mit besonderen Pflichten im Zusammenhang der Pandemie-Bekämpfung. Der Bundesminister für Gesundheit hatte im Umfeld gesetzgeberischer Entscheidungen zur Covid-19-Pandemie den Deutschen Ethikrat gebeten, die mit einem solchen Vorhaben verbundenen ethischen Voraussetzungen und Implikationen zu erörtern. In seiner Stellungnahme macht der Deutsche Ethikrat eine Reihe gemeinsamer Empfehlungen zum Thema und entwickelt unterschiedliche Positionen dazu, ob und – wenn ja – unter welchen Bedingungen Immunitätsbescheinigungen empfohlen werden können.

### Vulnerabilität und Resilienz in der Krise – Ethische Kriterien für Entscheidungen in einer Pandemie
Die umfangreiche Stellungnahme vom 4. April 2022 stellt zum einen die politischen und gesellschaftlichen Prozesse in der Corona-Pandemie in Deutschland umfassend dar. Dabei werden Medien, Politik und Gerichte zum Teil kritisch beurteilt. Der Ethikrat leitet daraus allgemeine Empfehlungen zum Umgang mit Pandemien ab. Die Stellungnahme wurde kontrovers aufgenommen. Patrick Bahners kritisierte in der FAZ die Zweideutigkeit der Kritik, die „das Papier des Ethikrats politisch gefährlich und ethisch wertlos“ mache. Jörg Phil Friedrich bescheinigt dem Ethikrat in der Welt hingegen, dass die Stellungnahme ein „Fundament für eine gesellschaftliche Diskussion über die grundlegende Einstellung von Politik, Öffentlichkeit und jeder einzelnen Person zum Umgang mit den Krisen und Herausforderungen der Zukunft“ sei.

### Suizid – Verantwortung, Prävention und Freiverantwortlichkeit
Der Deutsche Ethikrat beschäftigt sich in der Stellungnahme vom 22. September 2022 mit dem Phänomenbereich der Suizidalität. Erläutert werden Voraussetzungen freiverantwortlicher Suizidentscheidungen und unterschiedlich gelagerte Verantwortlichkeiten im Kontext von Suizidentscheidungen und Suizidprävention.

### Mensch und Maschine – Herausforderungen durch Künstliche Intelligenz
In der Stellungnahme vom 20. März 2023 untersucht der Deutsche Ethikrat, wie digitale Technologien und insbesondere Künstliche Intelligenz auf das menschliche Selbstverständnis und Miteinander zurückwirken. Die Schlüsselfrage für eine ethische Bewertung ist nach Auffassung des Ethikrates, ob menschliche Autorschaft und die Bedingungen für verantwortliches Handeln durch den Einsatz von KI erweitert oder vermindert werden. Mit dieser Frage setzt er sich in der Stellungnahme exemplarisch anhand von vier Anwendungsbereichen auseinander: Medizin, schulische Bildung, öffentliche Kommunikation und Meinungsbildung sowie öffentliche Verwaltung.

### Klimagerechtigkeit
In der am 13. März 2024 veröffentlichten Stellungnahme beschäftigt sich der Ethikrat mit der Bewältigung des Klimawandels, die schwerwiegende Fragen nach Gerechtigkeit und Verantwortung aufwirft. Im Mittelpunkt der Analyse stehen drei Dimensionen der Klimagerechtigkeit: die innergesellschaftliche, internationale und intergenerationelle Dimension, wobei Belastungen und Verantwortlichkeiten in diesen Dimensionen gerecht verteilt werden müssen. Der Deutsche Ethikrat entwickelt in seiner Stellungnahme ein Gerechtigkeitskonzept: Es zielt darauf ab, die Verteilung von Lasten und Pflichten so zu gestalten, dass die Mindestvoraussetzungen für ein gutes, gelingendes Leben jetzt und in Zukunft erfüllt sind. Darauf aufbauend befasst sich der Ethikrat mit Schlüsselfragen zur Verantwortung im Klimawandel und formuliert Empfehlungen.

## Ad-hoc-Empfehlungen
Seit 2013 veröffentlicht der Deutsche Ethikrat Ad-hoc-Empfehlungen, in denen er kurzfristig und in begrenztem Umfang zu aktuellen Themen Stellung nehmen kann.
Bisherige Ad-hoc-Empfehlungen umfassen die folgenden Themen:
- Stammzellenforschung – Neue Herausforderungen für das Klonverbot und den Umgang mit artifiziell erzeugten Keimzellen? (veröffentlicht am 15. September 2014)
- Zur Regelung der Suizidbeihilfe in einer offenen Gesellschaft: Deutscher Ethikrat empfiehlt gesetzliche Stärkung der Suizidprävention (veröffentlicht am 19. Dezember 2014)
- Suizidprävention statt Suizidunterstützung. Erinnerung an eine Forderung des Deutschen Ethikrates anlässlich einer Entscheidung des Bundesverwaltungsgerichts (veröffentlicht am 1. Juni 2017)
- Keimbahneingriffe am menschlichen Embryo: Deutscher Ethikrat fordert globalen politischen Diskurs und internationale Regulierung (veröffentlicht am 29. September 2017)
- Herausforderungen im Umgang mit Seltenen Erkrankungen (veröffentlicht am 23. November 2018)[94]
- Trans-Identität bei Kindern und Jugendlichen: Therapeutische Kontroversen – ethische Orientierungen (Ad-hoc-Empfehlung veröffentlicht am 21. Februar 2020)[95]
- Gemeinsame Erklärung zur Ethik von Eingriffen in die menschliche Keimbahn, gemeinsame Erklärung der Ethikräte Deutschlands, Frankreichs und Großbritanniens (veröffentlicht am 3. März 2020)[96]
- Solidarität und Verantwortung in der Corona-Krise (veröffentlicht am 27. März 2020)[97]
- Wie soll der Zugang zu einem COVID-19-Impfstoff geregelt werden? Positionspapier der gemeinsamen Arbeitsgruppe aus Mitgliedern der Ständigen Impfkommission, des Deutschen Ethikrates und der Nationalen Akademie der Wissenschaften Leopoldina (veröffentlicht am 9. November 2020). In einem gemeinsamen Positionspapier unterbreiten die Ständige Impfkommission beim Robert Koch-Institut, der Deutsche Ethikrat und die Nationale Akademie der Wissenschaften Leopoldina Empfehlungen dazu, wie der Zugang zu COVID-19-Impfstoffen auf ethisch, rechtlich und praktisch sinnvolle Weise geregelt werden kann.[98]
- Mindestmaß an sozialen Kontakten in der Langzeitpflege während der COVID-19-Pandemie (veröffentlicht am 18. Dezember 2020)[99]
- Besondere Regeln für Geimpfte? (veröffentlicht am 4. Februar 2021)[100]
- Zur Impfpflicht gegen COVID-19 für Mitarbeitende in besonderer beruflicher Verantwortung (veröffentlicht am 11. November 2021)[101]
- Zur allgemeinen Impfpflicht gegen COVID-19 (veröffentlicht am 22. Dezember 2021)[102]
- Pandemie und psychische Gesundheit. Aufmerksamkeit, Beistand und Unterstützung für Kinder, Jugendliche und junge Erwachsene in und nach gesellschaftlichen Krisen (veröffentlicht am 28. November 2022)[103]

## Sonstige Veröffentlichungen
Neben Wortprotokollen und teilweise auch Videomitschnitten der öffentlichen Sitzungen und Veranstaltungen sowie den teils umfangreichen Stellungnahmen veröffentlicht der Deutsche Ethikrat dreimal jährlich in einem so genannten Infobrief zusammenfassende Berichte und Informationen zur eigenen Tätigkeit, die zur Information der Öffentlichkeit gedacht sind. Entsprechend den Vorgaben des EthRG veröffentlicht der Deutsche Ethikrat daneben auch ausführliche Jahresberichte an Bundestag und Bundesregierung.

## Internationaler Austausch
Der Deutsche Ethikrat pflegt einen intensiven Austausch mit seinen Partnergremien im europäischen Ausland. So fand am 8. November 2012 ein trilaterales Treffen mit dem britischen Nuffield Council on Bioethics und dem französischen Comité Consultatif National d’Éthique (CCNE) in Berlin statt. Weitere trilaterale Treffen der Ethikräte Deutschlands, Frankreichs und Großbritanniens wurden in Berlin 2009, 2016 und 2019 organisiert. Trilaterale Treffen finden auch in Paris oder London statt.
Treffen der Ethikräte Deutschlands, Österreichs und der Schweiz fanden 2014 und 2017 in Berlin statt. 2021 trafen sich die deutschsprachigen Ethikräte in Bern. „Wie funktionieren Ethikräte? Zum Selbstverständnis nationaler Ethikgremien.“ Diese Fragestellung diskutierten Mitglieder der Ethikräte aus Deutschland, Österreich und der Schweiz am 21. Oktober 2022 in Berlin im Rahmen einer öffentlichen Sitzung.
Vom 16. bis 18. März 2016 kamen darüber hinaus in Berlin Vertreter nationaler Ethikräte und Bioethik-Komitees sowie Mitglieder internationaler Organisationen aus dem Bereich der Lebenswissenschaften zum 11. Global Summit, dem Treffen der nationalen Ethik-/Bioethik-Gremien der Welt, zusammen.
Im November 2020 luden die Europäische Kommission und der Deutsche Ethikrat zum 26. Forum Nationaler Ethikräte (NEC-Forum) und der Europäischen Gruppe für Ethik der Naturwissenschaften und der Neuen Technologien (EGE) ein. Die Veranstaltung fand als nicht-öffentliche Online-Konferenz statt. Das Forum widmete sich ethischen Fragen im Zusammenhang mit den Themen Künstliche Intelligenz, Keimbahnintervention und Umgang mit der Corona-Pandemie.

## Kritik
Die Einsetzung des Deutschen Ethikrates war, wie auch bei dessen Vorläufer, dem Nationalen Ethikrat, von einer kontroversen gesellschaftlichen Debatte begleitet. Kritisch gesehen wird, dass das Gremium zu neun Zehntel von der Bundesregierung ausgewählt wird, 50 Prozent der Ratsmitglieder bestimmt sie direkt. Kritisiert wird eine „gravierende weltanschauliche Schieflage“, da Theologen und Personen mit religiös-konservativen Werthaltungen unter den Mitgliedern des Ethikrates überproportional vertreten seien. Diese personelle Zusammensetzung beeinträchtige die Funktionsfähigkeit in wichtigen Debatten, zum Beispiel bei der Präimplantationsdiagnostik, Knabenbeschneidung und Suizidhilfe. Im Fall des für verfassungswidrig erklärten § 217 StGB habe sich gezeigt, dass die Mitglieder nicht in der Lage gewesen seien, „auf dem ethischen Niveau des deutschen Grundgesetzes“ zu argumentieren.
Philipp von Becker (Berliner Zeitung) erklärt in seinem Artikel „Aufarbeitung jetzt! Die Corona-Politik war falsch“, dass das Versagen der drei Institutionen Deutscher Ethikrat, Nationale Akademie der Wissenschaften Leopoldina und Bundesverfassungsgericht am „schwersten wog“.
Ralf Nestmeyer (Ralf Nestmeyer) hat in der taz (taz) die Besetzung des Deutschen Ethikrates mit vielen Mitgliedern mit explizit religiösem Hintergrund beschrieben („Bisschen viel Gott“) und kritisiert, dass „die Parteien bei der Kandidatenkür zum Ethikrat jedoch weiterhin ausschließlich eigene Interessen verfolgen und konfessionelle Positionen übergewichten“, wodurch dieses Gremium Gefahr läuft, „seine Legitimation und gesellschaftliche Akzeptanz zu verlieren.“